# Johannes Thauren
Johannes Thauren SVD (* 6. November 1892 in Bielefeld; † 4. Juli 1954 in Wien) war ein deutscher Missionswissenschaftler.

## Leben
Nach dem Besuch der Volksschule in Münster und des Gymnasiums in Steyl trat er den Steyler Missionare bei und studierte er ab 1912 im Missionshaus St. Gabriel Philosophie. Nach der Priesterweihe 1922 promovierte er 1926 bei Joseph Schmidlin an der Universität Münster. 1935 wurde er österreichischer Staatsbürger. Er war Privatdozent für Missionswissenschaft an der Katholisch-Theologischen Fakultät der Universität Wien. Er war Lehrer im Missionshaus St. Gabriel, Initiator und Generalsekretär der Wiener Katholischen Akademie (1945), Initiator der internationalen Missionskongresse und Direktor des Missiologischen Instituts der Erzdiözese Wien.

## Schriften (Auswahl)
- Die missionarische Tragik von Ephesus. Die Nestorianermissionen im Mittelalter. Wien 1931, OCLC 782137412.
- Stellung und Behandlung der Mission in der Seelsorge. Wien-Mödling 1940, OCLC 72241261.
- Ein Gnadenstrom zur Neuen Welt und seine Quelle. Die Leopoldinen-Stiftung zur Unterstützung der amerikanischen Missionen, ihr Werden und Wirken auf Grund der Quellen. Wien-Mödling 1940, OCLC 989879576.
- Mission im Weltbild und Menschenbild von heute. Wien 1954, OCLC 871457806.